# Evangelische Omroep

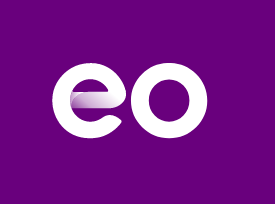
Senderlogo des EO

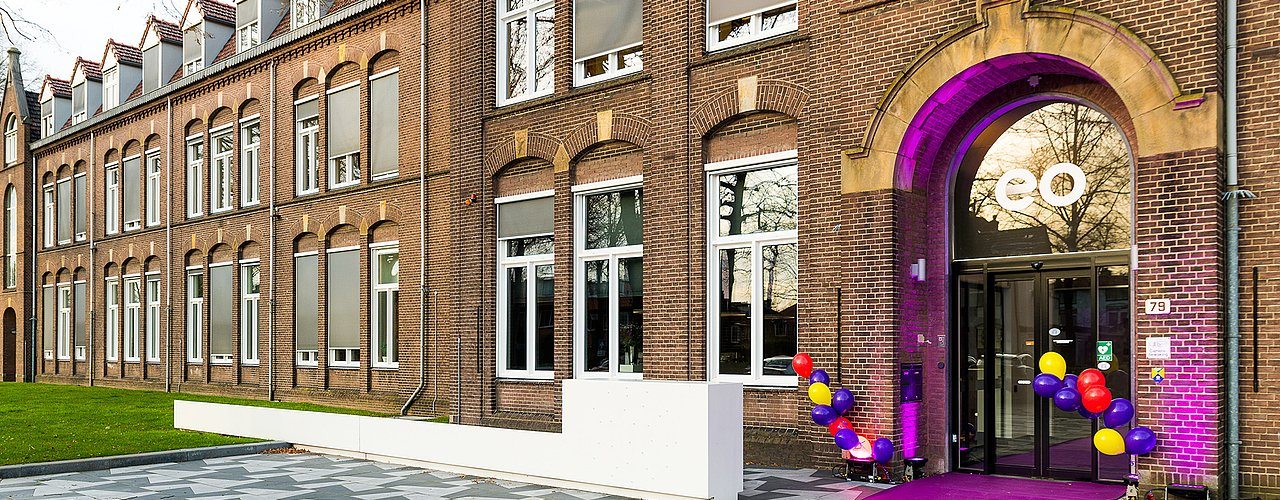
Das EO-Gebäude (Aufnahme vom Dezember 2019)

Der Evangelische Omroep (EO) ist ein niederländischer öffentlich-rechtlicher Rundfunksender mit einer evangelisierenden Ausrichtung. Er hat 440.000 Mitglieder (Stand 2014).

## Geschichte

### Gründung (1965–1970)
Der Anlass zur Gründung des EO lag in einem kleinen Stolperstein: 1965 setzte die Nederlandse Christelijke Radio Vereniging (NCRV) die Radiosendung „Ziekenuurtje“ („Krankenstunde“) des Nederlandse Christelijke Gemeenschapsbond (NCGB) überraschend ab. Der NCGB zeigte sich unzufrieden über diese Entscheidung und überlegte bei einer Zusammenkunft Alternativen um weiter Sendungen im Radio ausstrahlen zu können. Da traf es sich gut, dass gerade ein neues Mediengesetz in Planung war, die die bisherigen Strukturen des Rundfunks aufbrechen und einen neuen dritten Radiosender (Hilversum 3) auf den Weg bringen sollte. Dessen Inhalte waren noch nicht festgelegt und so hoffte man, dass man hier den Platz für die christlichen Sendungen finden könnte, den die NCRV verweigerte. Als klar wurde, dass Hilversum 3 auf Popmusik ausgerichtet werden sollte, zerstob die Hoffnung. Nachdem der NCRV bekräftigt hatte, dem Aktionskomitee keine Sendezeit geben zu wollen, wurde am 21. April 1967 die Stiftung (Stichting) De Evangelische Omroep gegründet. Jan Kits sr. war ihr erster Vorsitzender und Albert Ramaker, damaliger Vorsitzender der niederländischen Youth for Christ-Bewegung, wurde Schriftführer.
§3 der Satzung benennt den Stiftungszweck: „...die Verkündigung des Evangeliums von Jesus Christus durch Rundfunk- und Fernsehsendungen im weitesten Sinne des Wortes zu fördern“. Ursprünglich sollte das Akronym des Senders 'D.E.O.' lauten („Deo“ bedeutet im Lateinischen „für Gott“). Als unter anderem der Bond tegen vloeken dagegen protestierte, wurde der Name 1968 in EO geändert. Im September 1968 gab der Sender bekannt, dass er eine eigene Sendelizenz anstrebe. Nach dem neuen Rundfunkgesetz („Mediawet“) wurden dafür 15.000 Mitglieder benötigt. Um eine breite Unterstützung in den reformierten, reformierten und evangelischen Kirchen zu gewinnen, vergrößerte sich der EO-Vorstand, um Menschen aus möglichst vielen Konfessionen vertreten zu können. Zu Ende der sechziger Jahre war die evangelikale Bewegung noch sehr klein und die Zielgruppe daher weitgehend reformiert oder im Hintergrund reformiert. Kits und Ramaker übergaben die Führung an die Reformierten Johan Rippen und J.C. Maris, um die Akzeptanz weiterer christlicher Zuhörer zu erhöhen. Um Mitglieder anzuwerben, veröffentlichte der EO eine Zeitung mit dem Namen Visier, mit einer dreimaligen Auflage von jeweils 100.000 Exemplaren. 1970 wurde diese Zeitung in die Programmzeitschrift „Visie“ („Vision“), der zweiten Silbe des niederländischen Wortes für Fernsehen „Televisie“, umgewandelt. Nach zwei Jahren erreichte die EO die erforderliche Mitgliederzahl von 15.000 und durfte ab dem 1. April 1970 als angehender Sender senden.

### Bollwerk gegen Säkularisation (1970–1984)
Im Laufe der Jahre sucht die EO sich auf verschiedene Weise innerhalb der niederländischen Rundfunklandschaft zu profilieren. In den frühen 1970er Jahren, die Zeit einer besonders schnell fortschreitenden Säkularisierung, wollte der Sender ein Bollwerk und eine orthodoxe Stimme im Kampf gegen diese sein. Die ersten beiden Sendejahre waren auch geprägt von der Mitgliederwerbung: Ein noch zu bewertender Sender, dem es nicht gelang, innerhalb von zwei Jahren von 15.000 auf 100.000 Mitglieder zu wachsen, hätte seine frische Sendelizenz wieder verloren. Dem EO gelang es zwar nicht diese Zahl zu erreichen und auch der Rundfunkrat (der den Neuankömmling nicht mochte) stellte dem EO ein schlechtes Gutachten aus. Dennoch gewährte Minister Piet Engels der Katholieke Volkspartij dem EO den sogenannten C-Status am 16. Mai 1972, was ihm erheblich mehr Sendezeit einbrachte.

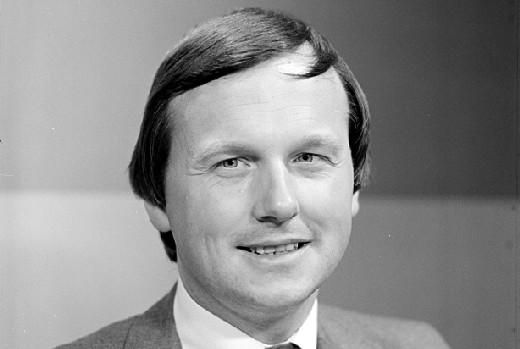
Direktor Bert Dorenbos, hier noch als Moderator

Der Sender war 1970 ohne qualifiziertes Personal und ohne Erfahrung in der Produktion von Fernseh- und Hörfunkprogrammen gestartet. Die Sendungen aus der ersten Hälfte der siebziger Jahre strahlten daher eine gewisse Amateurhaftigkeit aus. Ab dieser Zeit laufen Programme wie für Kinder EO Kinderkrant und der kreationistischen Sendung Adam oder Aap?, über die einige andere Sender wie die VARA und die VPRO aber auch Kabarettisten sich belustigten. Die überschaubare Sendezeit als C-Sender waren zu weiten Teilen ausgefüllt mit Kirchengesang, Ansprachen von Pfarrern und Evangelisten, Naturfilmen und Kindersendungen. Die EO nahm auch eine starke Haltung gegen Themen wie Abtreibung, Drogen und den „allgemeinen Verfall der Gesellschaft“ ein, wie der Sender es sah. Es gab auch viel Aufmerksamkeit für den Themenbereich Kreationismus versus Evolutionstheorie (mehrere Debatten zwischen Befürwortern und Gegnern). Es gab glaubensfestigende Themen wie Radio- und Fernsehbibelstudienprogramme. 1975 fanden die ersten regionalen Jugendtage statt; diese legten den Grundstein für den jährlichen EO-Jongerendag, der viele Jahre lang von den Moderatoren Henk Binnendijk und Jan van den Bosch präsentiert wurde.

### Krise und Veränderung (1984–1992)

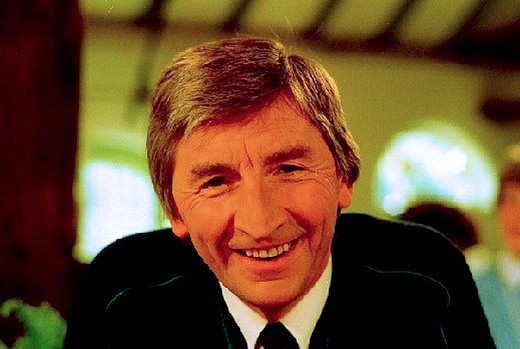
Moderator Henk Binnendijk

Von 1971 bis 1983 war Willem Glashouwer sr. (1913–1983) Vorsitzender des Senders. Nach seinem Ausscheiden 1982, kurz vor seinem Tod, geriet der Vorstand des EO in eine Krise. Die Senderpolitik, die bislang verfolgt wurde, geriet plötzlich unter Beschuss.
Durch die Legalisierung der Abtreibung Ende 1980 wurden die Niederlande von gläubigen Menschen und der Zuhörerschaft nicht mehr als christliches Land wahrgenommen. Die bis dahin verfolgte Strategie: 'Schutz und Bewahrung des christlichen Erbes' reichten zumindest nach Ansicht vieler Mitwirkenden des EO nicht mehr aus. Ihrer Meinung nach sollte der Schwerpunkt auf die Evangelisation gerichtet werden.
So wurde die Mitgliederwerbung wieder intensiviert, um als Sender mit 250.000 Mitgliedern den sogenannten B-Status zu erreichen, was auch im Oktober 1984 gelang. Die hierüber zusätzlich erhaltene Sendezeit wurde mit neuen evangelisierenden Sendungen wie der Kindersendung Bunkeren (1988–1990), God verandert mensen (Vorläufer von De Verandering) und Vrouw-Zejn (1984–1996), welche eine wichtige Rolle bei der Emanzipation der orthodox-protestantischen Frau spielte. Bald werden Frauentreffen als Teil des Programms organisiert. Als der EO die Zeitschrift „Eva“ für christliche Frauen herausbringt, werden diese in Eva-dagen benannt. Zu Anfang der 1990er Jahre stiegen die Einschaltquoten von EO, vor allem dank der Natursendungen. So erreichte etwa „Haaien, jagers van de zee (“„Haie, Jäger des Meeres“) mehr als eine Million Zuschauer, beispiellos für eine EO-Sendung.

### Evangeliserender Rundfunk (1992–2005)
Die zweite Hälfte der 1980er Jahre bildete somit eine Übergangszeit, in der die EO zu erkennen begann, dass die Niederlande „nachchristlich“, also weltlicher waren. Der Schwerpunkt der Sendungen verlagerte sich so etwas von der Produktion von Programmen zur Förderung des eigenen Standpunkts (die oft hauptsächlich vom eigenen christlichen Publikum gesehen wurden) hin zu Programmen für ein weniger oder sogar nicht christliches Publikum. Diese waren zum einen evangelisierende Sendungen aber eben auch Sendungen, die gar keine offensichtliche Schnittstelle zum christlichen Glauben aufwiesen. Ein Beispiel für Letzteres ist Het Familiediner, in dem der moderierende Gastgeber Bert van Leeuwen möchte, dass zerbrochene Familien bei einem gemeinsamen Essen einen ersten Schritt zu neuer Gemeinsamkeit unternehmen. In den 1990er Jahren wandelte sich die Evangelische Omroep von einer Stiftung in einen rechtlichen Verband und die neue Evangelisierungsstrategie wurde intensiviert. Im Herbst 1992 startete die Talkshow Het Elfde Uur, in der unter der Leitung von Andries Knevel mit bekannten und weniger bekannten Gästen aktuelle Themen diskutiert wurden. Die Kluft zwischen Christen und Nichtchristen wuchs weiter und immer mehr Programme konzentrierten sich darauf, diese Kluft zu überbrücken; zum Beispiel wurde 1993 das Gesprächsformat Fifty-Fifty gestartet, in der berühmte Niederländern über ihre sehr unterschiedlichen Ansichten über das Leben befragt wurden. Auch eine Jugendsendung mit dem Titel Jong wurde ab Herbst 1996 ins Leben gerufen, in der mit jungen Menschen über ihre jeweils eigene Geschichte sprachen.

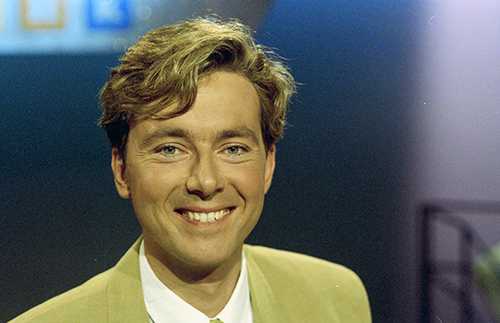
Moderator Bert van Leeuwen, 1991

Das Aufkommen des kommerziellen Fernsehens ab 1989 bedrohte das öffentliche Rundfunksystem im Allgemeinen und die EO im Besonderen. Da die Sender Marktanteile verloren, wurden die Einschaltquoten wichtiger – die die EO nicht hatte. Zudem wuchs die VPRO auf A-Status, wodurch sie mehr Sendezeit erhielt und die EO als B-Sender dadurch weniger. Dies war Ende 1991 der Grund für eine neue Mitgliederwerbungskampagne, die die EO in nur zwei Monaten von 330.000 auf 550.000 Mitglieder wachsen ließ. Das machte EO zum Sender A und bekam mehr Sendezeit. Um mit öffentlich-rechtlichen und kommerziellen Sendern weiter konkurrieren zu können, tat sich die EO zum ersten Mal in ihrer Geschichte mit anderen Rundfunkgesellschaften zusammen: Am 4. Oktober 1993 wurden die Nachrichtensendungen von TROS („Aktua“), EO („Tijdsein“) und Veronica Omroep Organisatie („Nieuwslijn“) zusammengelegt in das neue Format „2Vandaag“, was auf Nederland 2 ausgestrahlt wurde.
Der EO begann auch mit der Produktion von Dramaserien, in denen es (ebenfalls zum ersten Mal in seiner Geschichte) mit dem Produzenten Joop van den Ende zusammenarbeitete.
Seit Mitte der 90er Jahre bringt die EO auch sonntags Fernsehsendungen. Das hatte der Sender schon seit Anfang der 1980er Jahre im Radio gemacht, war aber im eigenen Kreis umstritten. Gegner argumentierten, dass die EO die Öffentlichkeit dazu verleite, sonntags vor dem Fernseher abzuhängen, anstatt Zeit miteinander zu verbringen oder in die Kirche zu gehen. Außerdem war in bestimmten orthodoxen protestantischen Kreisen das Fernsehen am Sonntag tabu. Befürworter hingegen sahen im Sonntagsrundfunk eine einzigartige Gelegenheit, sowohl Christen (die beispielsweise sonntags nicht in die Kirche gehen konnten) als auch Nichtchristen mit dem Evangelium zu erreichen. Bis 2006 blieb die Ausstrahlung am Sonntag jedoch dürftig: Im Fernsehen wurde lediglich die Sendung Nederland Zingt op Zondag gezeigt, ein Ableger der montäglichen Sendung Nederland Zingt.

### Zusammenarbeit und Fusionen (2006–heute)
Als der Nederlandse Publieke Omroep (NPO) seine Kanäle 2006 neu klassifizierte, wurden die Möglichkeiten für die EO, auf Nederland 3 auszustrahlen, verringert, da dieser Kanal als Jugend- bzw. Popmusiksender eingerichtet wurde. Mitte 2007 strahlte die EO jedoch hier die Reality-Show „40 dagen zonder seks“ („40 Tage ohne Sex“) aus, womit der EO eine neue Offenheit demonstrierte. Zwischen 2007 und 2014 setzte der EO mit dem Late-Night-Talk „Knevel & Van den Brink“ ein „christliches Gegenstück“ zu dem VARA-Format Pauw & Witteman, mit dem es sich einen Sendeplatz teilte.

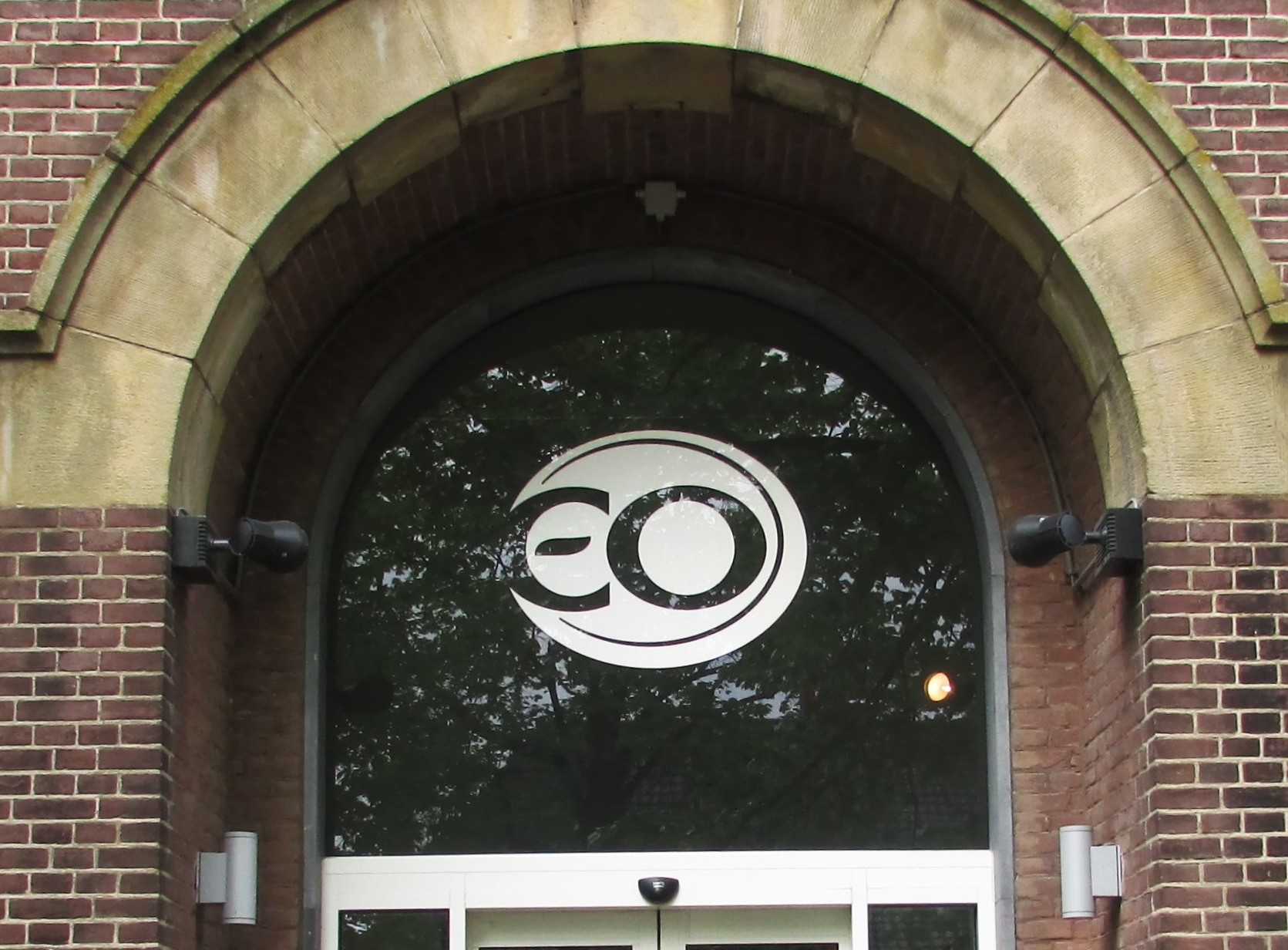
Das Logo des EO bis 2020

Gegen Ende des Jahres 2012 machte das Kabinett Rutte II bekannt, dass die Sendezeitregelung für die kleinen konfessionellen öffentlich-rechtlichen Rundfunksender in den Niederlanden, dem sogenannten „2.42-omroep“, zum 1. Januar 2016 aufgehoben wird. Das bedeutete faktisch das Ende der bisherigen Rundfunkgesellschaften, wie etwa Zendtijd voor Kerken (ZvK) und dem Interkerkelijke Omroep Nederland (IKON).
Ursprünglich sollten sich diese Sender zusammen mit dem RKK der Fusion zwischen KRO und NCRV anschließen, sobald die neue Medienlizenz 2015 in Kraft trat. Aus den Regierungsplänen für 2016 ergab sich jedoch eine neue Strategie. ZvK und IKON haben sich für eine Zusammenarbeit mit der EO entschieden. Am 8. Juli 2013 zog der IKON und die ZvK in das Stammhaus des EO. In dieser Form existierten sie noch bis zum 1. Januar 2016, danach lösten sie sich auf. Der EO übernahm eine Anzahl der Mitarbeiter, wie auch Sendungen, wie De Nachtzoen, und die gleichnamige Spendenaufrufsendung der gemeinnützigen Organisation Wilde Ganzen. Ebenso bis zu ihrem Ende 2014 die Sendung Het Vermoeden (läuft seitdem als De Verwondering auf NCRV). Auch Sendeinhalte des vormaligen Joodse Omroep („Jüdischer Rundfunk“) finden Platz im Programmschema des EO, wie Naches, Je zal maar uitverkoren zijn und Vraag het een rabbijn. Die drei Strömungen, die Nederlands Israëlitisch Kerkgenootschap, die Portugiesischen Juden und die Liberalen Juden, waren sich alle einig in der Wahl der EO.
Im selben Jahr unternahm das protestantisch ausgerichtete Nederlands Dagblad eine intensive Zusammenarbeit mit dem EO um den christlichen Journalismus mit modernen Kommunikationswegen in die Zukunft zu führen. Unter dem Namen Dag6 wurden Apps und Videos für Smartphones und Tablet-Computer erstellt wie auch ein wöchentliches Blatt. Jedoch wurde zum 1. Mai 2018 das Projekt größtenteils mangels Abonnenten wieder beerdigt. Nur die Website blieb, wird aber seit 2019 nicht mehr aktualisiert und gepflegt.
Aufgrund sinkender Werbeeinnahmen aller öffentlich-rechtlichen Sender um 60 Millionen Euro, droht der EO für 2019 ein Rückgang der Einnahmen von 9 auf 4 Millionen Euro. Dadurch musste die Sendezeit vieler ihrer weltanschaulichen Sendungen verringert werden.
Am 25. März 2020 startete die werktägliche Sendung Nietalleen.nl, die während der Coronakrise hilfsbedürftige Menschen mit lokalen kirchlichen Organisationen in Kontakt bringen sollte.

## Religiöse Gemeinschaften, repräsentiert im EO

### Vormaliger Zendtijd voor Kerken
Christelijke Gereformeerde Kerken
Nederlandse Gereformeerde Kerken (NGK)
Baptisten
Landesweite Plattform der Pfingstbewegung (ndl.: Pinkster)- und alle Evangelischen Gemeenten und eine Reihe von unabhängigen evangelischen Gemeinden, die in der Stiftung Zendtijd Evangelische Gemeenten vereint sind
Fortgesetzte Reformierte Kirche in den Niederlanden

### Vormaliger Interkerkelijke Omroep Nederland
Algemene Doopsgezinde Sociëteit
Evangelische Broedergemeente Nederland (Herrnhuter Brüdergemeine)
Leger des Heils (Heilsarmee)
Molukse Evangelische Kerk
Altkatholische Kirche der Niederlande
Protestantische Kirche in den Niederlanden (PKN)
Remonstranten
Vrijzinnige Geloofsgemeenschap NPB

### Vormaliger Joodse Omroep
Nederlands-Israëlitisch Kerkgenootschap
Nederlands Verbond voor [liberal] Progressief Jodendom
Portugees-Israëlietisch Kerkgenootschap

## Weitere Aktivitäten des EO
Neben der Verbreitung durch Radio, Podcasts und Fernsehen gibt der EO auch die Zeitschriften Visie (Programmzeitschrift), Eva (Frauenmagazin) und das BEAM magazine für Jugendliche heraus. Seit 2006 gab die EO auch die Zeitung „Christenen in Contact (CC)“ heraus. Diese Zeitung war in vielen Kirchen und anderen christlichen Treffpunkten kostenlos erhältlich. Im November 2007 stellte das Commissiaat voor de Media jedoch fest, dass dieses Gratisblatt gegen Artikel 57a des Mediengesetzes verstoße und das EO daher seine Veröffentlichung einstellen müsse. Nach gescheiterten Verhandlungen mit der Evangelischen Kirche in den Niederlanden über eine etwaige Übernahme der Kosten, wurde das Blatt zum Frühjahr 2008 eingestellt.
Schon früh wandte sich das Angebot des EO an Jugendliche. So richtet er seit 1975 einen jährlichen Jugendtag („EO-Jongerendag“) aus. Mit Ronduit wurde am 10. Oktober 1982 in Utrecht eine Jugendorganisation aus der Taufe gehoben, die eigene Radio- und Fernsehsendungen oder -beiträge produzierte. 2011 wurde der Name geändert in „NEO“; 2014 dann in „BEAM“. Unter diesem Namen wurden auch Festivals veranstaltet, u. a. im Amsterdamer Kulturzentrum Melkweg.
Veranstaltungen für andere Zielgruppen des EO sind Gesangs-Tage („Nederland Zingt-dag“) im Utrechter Jaarbeurs oder für Frauen Eva (zuvor VrouwZijn). Für Kinder wird die Sendung Checkpoint produziert, die auf NPO Zapp ausgestrahlt wird. Von 2002 bis 2008 organisierte EO den EO-Gezinsdag. Das war eine jährliche Veranstaltung in den Niederlanden, bei der Familien – hauptsächlich mit dem Evangelischen Omroep verbunden – zusammenkamen, um zu singen, zu beten und Reden zu hören. Es gab auch Workshops und spezielle Programme für Kinder. Von 2007 bis 2012 half der EO bei der Organisation des, seit 1979 bestehenden Flevo-Festivals, einer christlich ausgerichteten Open-Air-Veranstaltung.
Die EO initiierte im Jahr 2000 einen eigenen Contentfilter, „FilterNet“, der Websites mit Pornografie, Gewalt, Drogen, Obszönitäten oder Diskriminierungen blockieren sollte. Ab 2019 wurde dieser Filterdienst in einem separaten Unternehmen weitergeführt.

## Kritik

### Kreationistische Abänderung einer naturwissenschaftlichen Dokumentation
Im Juli 2007 äußerte der Evolutionsbiologe Gerdien de Jong von der Universiteit Utrecht öffentliche Kritik darüber, dass der Sender EO einige Teile oder Passagen der Dokumentationsreihe Das Leben der Säugetiere des britischen Tierfilmers David Attenborough löschte oder neu vertonte, die evolutionsbiologische Tatsachen ansprachen. Der Evangelische Omroep räumte die Anpassungen ein, weil eine solche Bearbeitung eher zur Identität des Senders passt; eine Praxis der Nachbearbeitung, die der EO seit vielen Jahren anwendet. Der zuständige Regisseur (und spätere Vorsitzende) beim EO, Henk Hagoort, bestritt, dass die Botschaft des Dokumentarfilmers dadurch verzerrt worden sein soll.
Attenborough schrieb in einem Brief, dass er die Streichungen „sehr bedauerlich“ finde und sagte, er habe mit der BBC darüber gesprochen und diese werde sicherstellen, dass ihre ins Ausland verkauften Sendungen keinen wesentlichen Änderungen mehr erfahren sollen. Zuvor erreichte die BBC eine von niederländischen und flämischen Wissenschaftlern unterzeichnete Petition von de Jong und seinem Fachkollegen Hans Roskam. Der EO distanzierte sich von den Vorwürfen, akzeptierte aber im Januar 2008 den Antrag der BBC die modifizierte DVD vom Markt zu nehmen.

### Jesusquiz
Im April 2012 entschuldigte sich die Evangelische Omroep für die Produktion des Grote Jezus Quiz. Bei diesem Quiz traten bekannte Niederländer gegeneinander an. Sie mussten zum Beispiel versuchen, auf dem Wasser zu laufen. Dieser und einige andere Teile wurden von viel Humor begleitet, wobei verschiedene blasphemische Witze gemacht wurden. Dafür wurde die EO stark kritisiert. Der Sender habe nach eigenen Angaben „das Ziel verfehlt“.

## Sonstiges

### Stellungnahme von Mitarbeitern zur Schöpfungsgeschichte
Anfang 2009 sorgte der ehemalige Programmdirektor und (Hörfunk-)Moderator Andries Knevel innerhalb der EO für Aufsehen, als er vor laufender Fernsehkamera eine Erklärung unterzeichnete, in der er sich offiziell von einer wörtlichen Auffassung der biblischen Schöpfungsgeschichte distanzierte und drückte sein Bedauern darüber aus, wie er vor anderen damit umgegangen war. Seine Erklärung fiel mit den Feierlichkeiten des Jahres 2012 zusammen, die zu Ehren des 200. Geburtstag des Erfinders der Evolutionstheorie, des englischen Naturforschers Charles Darwin begangen wurden. Eine andere EO-Berühmtheit, der Autor Willem Ouweneel, deutete ebenfalls im Fernsehen an, dass er nicht mehr an eine wörtliche Interpretation der Genesis glaube.
Diese beiden Bekenntnisse wurden von Unterstützern des EO stark kritisiert, besonders der ehemalige Direktor Bert Dorenbos protestierte vernehmlich. Denn knapp über sechzig Prozent der EO-Mitglieder stehen zur wörtlichen Interpretation der Schrift. Später entschuldigte sich Knevel in der EO-eigenen Zeitschrift Visie für die Unruhe, die seine Handlung verursacht hatte. Er wolle nur die Diskussion über Schöpfung oder Evolution im Gespräch halten, sagte er.

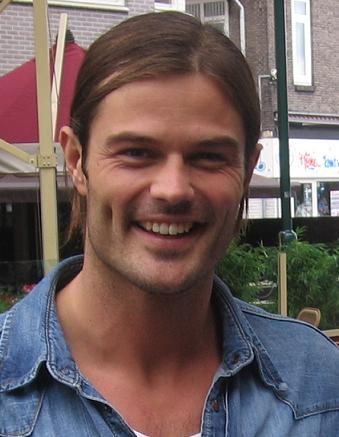
Moderator Arie Boomsma

### Suspendierung eines Moderators
Einer der bekanntesten Gesichter des EO, Arie Boomsma, wurde am 3. März 2009 der EO-Leitung für drei Monate suspendiert, weil er sich leicht bekleidet für das LGBT-Magazin L’HOMO, einer Sonderausgabe der Frauenzeitschrift LINDA, ablichten ließ. Es wurde damit begründet, dass eine solche Pose für einen Mitarbeiter der EO unangemessen sei und dem Image des Senders abträglich. Boomsma drückte sein Bedauern aus und erklärte, dass er die Entscheidung akzeptiere und versuchen werde, das Vertrauen in naher Zukunft wiederherzustellen.

## Homosexualität
Während noch die Gründer des EO strikte Gegner von Homosexualität waren und auch im Laufe der Jahrzehnte eine eher konservativ christliche Haltung an den Tag gelegt wurde, öffnet sich der Sender seit 2019 auch für nichtheteronormative Themen.